# Panorpidium
Panorpidium — викопний рід прямокрилих комах з вимерлої родини Elcanidae. Існував у юрському періоді та ранній крейді. Скам'янілості виявлені в Європі та Азії.

## Види
- Panorpidium bimaculatum Gorochov et al., 2006 – Велика Британія
- Panorpidium maculosum Zhou et al. 2022[2] М'янма
- Panorpidium proximum Gorochov et al., 2006 – Велика Британія
- Panorpidium parvum Gorochov et al., 2006 – Велика Британія
- Panorpidium sibirica Sharov, 1968 – Росія
- Panorpidium spica Kim et al., 2021 – Південна Корея
- Panorpidium tessellatum Westwood, 1854 – Велика Британія
- Panorpidium yixianensis Fang et al., 2015[3] – Китай